# Orphniospora mosigii
Orphniospora mosigii är en lavart som först beskrevs av Körb., och fick sitt nu gällande namn av Hertel & Rambold. Orphniospora mosigii ingår i släktet Orphniospora och familjen Fuscideaceae.   Inga underarter finns listade i Catalogue of Life.